# Crownsville
Pour les articles homonymes, voir Crownsville.
Crownsville est une census-designated place américaine située dans le comté d'Anne Arundel au Maryland. 